# 高松市立屋島中学校
高松市立屋島中学校（たかまつしりつ やしまちゅうがっこう）は、香川県高松市屋島中町にある市立中学校である。

## 概要
高松市東部、屋島地区に位置し、南側には相引川、北側には山岳であり観光地である「屋島」が迫る。

## 学校データ
- 生徒数：781人（2010年度[1]）

学校施設（2009年5月1日時点）
- 普通教室：15教室
- 特別教室：6教室
- 校舎面積：2586m2
- 体育館面積：1098m2

服装規定
- 制服：あり（通年必用）
- 防寒着：冬は可（マフラーなどの危険な物は禁止）

## 歴史
1947年（昭和22年）4月1日、学校教育法の施行に伴い、高松市立屋島国民学校の高等科を移行させる形で開校。また同国民学校は同日に高松市立屋島小学校へ改称された。

### 年表
- 1947年（昭和22年）4月1日 - 開校。
- 1954年（昭和29年）9月1日 - 高松市立古高松中学校（初代）を統合。
- 1984年（昭和59年）4月1日 - 古高松地区を高松市立古高松中学校（2代）として再分離。
- 2004年（平成16年）4月1日 - 高松市立小中学校全校で3学期制を廃して2学期制を導入。
- 2008年（平成20年）1月9日 - 校舎のガラス6枚が投石により割られる事件が発生。高松北警察署が器物損壊罪として捜査[2]。
- 2014年 吹奏楽部が高松市内の中学校では初、香川県勢の中学校としては18年振りの吹奏楽コンクール全国大会出場という快挙を果たす。2016年も全国大会に出場した。

### 全校生徒数の推移
屋島中学校の生徒数は2006年までは年々減少していたが、2007年からは増加傾向にある。
- 1999年度：887人
- 2000年度：849人（-38人）
- 2001年度：763人（-86人）
- 2002年度：728人（-35人）
- 2003年度：679人（-49人）
- 2004年度：685人（+6人）
- 2005年度：652人（-33人）
- 2006年度：639人（-13人）
- 2007年度：667人（+28人）
- 2008年度：675人（+8人）
- 2009年度：679人（+4人）
- 2010年度：638人（-41人）

## 校歌
- 池内友次郎作詞／池内友次郎作曲

## 教育目標
- 目標にチャレンジし夢や希望を抱いて卒業していく生徒の育成

生徒像
- 夢に向かって自ら学ぶ生徒
- 思いやりの心をもち 互いに助け合う生徒
- 地域を愛し 地域から愛される生徒

## 通学区域
通学区域は高松市屋島地区の全域。
- 高松市
  - 屋島中町
  - 屋島東町
  - 屋島西町

## 進学前小学校
- 高松市立屋島小学校
- 高松市立屋島東小学校
- 高松市立屋島西小学校

## 校区内の主な施設
- 屋島
- 国道11号高松北バイパス
- 瀬戸大橋通り
- ことでん志度線潟元駅・琴電屋島駅
- 高松市役所屋島出張所
- 高松市屋島競技場
- 四国村
- 遍照院
- 屋島総合病院
- パワーシティ屋島
- 屋島寺

## 交通
- ことでん志度線琴電屋島駅より徒歩1分（0.1km）

## 著名な卒業生
- 森永美佐枝（革労協指名手配犯）
- 松本明子（タレント）
- 川井郁子（ヴァイオリニスト）
- 新田玄気（プロ野球選手）
- 溝渕雄志（プロサッカー選手）
- 浅野翔吾（プロ野球選手）